# Стерлядь прісноводна (монета)
«Сте́рлядь прісново́дна» — пам'ятна монета номіналом 2 гривні, випущена Національним банком України, присвячена зникаючому виду родини Осетрових — стерляді прісноводній (Acipenser ruthenus) — придонній рибі, яка тримається поодинці або невеликими групами на глибоких руслових ділянках річок із чистою проточною водою. Вид внесено до Червоної книги України.
Монету введено в обіг 27 листопада 2012 року. Вона належить до серії «Флора і фауна».

## Опис монети та характеристики
| Номінал грн. | Метал      | Маса, г | Діаметр, мм | Якість виготовлення | Гурт     | Тираж, штук |
| ------------ | ---------- | ------- | ----------- | ------------------- | -------- | ----------- |
| 2            | нейзильбер | 12,8    | 31,0        | звичайна            | рифлений | 35 000      |

### Аверс
На аверсі монети в обрамленні вінка, утвореного із зображень окремих видів флори і фауни, розміщено малий Державний Герб України та написи: «НАЦІОНАЛЬНИЙ»/ «БАНК» /«УКРАЇНИ»/ «2»/ «ГРИВНІ»/ «2012» та логотип Монетного двору Національного банку України.

### Реверс
На реверсі монети зображено стерлядь та розміщено написи: «СТЕРЛЯДЬ ПРІСНОВОДНА» (унизу на матовому тлі, що імітує піщане дно) та «ACIPENSER RUTHENUS» (угорі).

## Автори

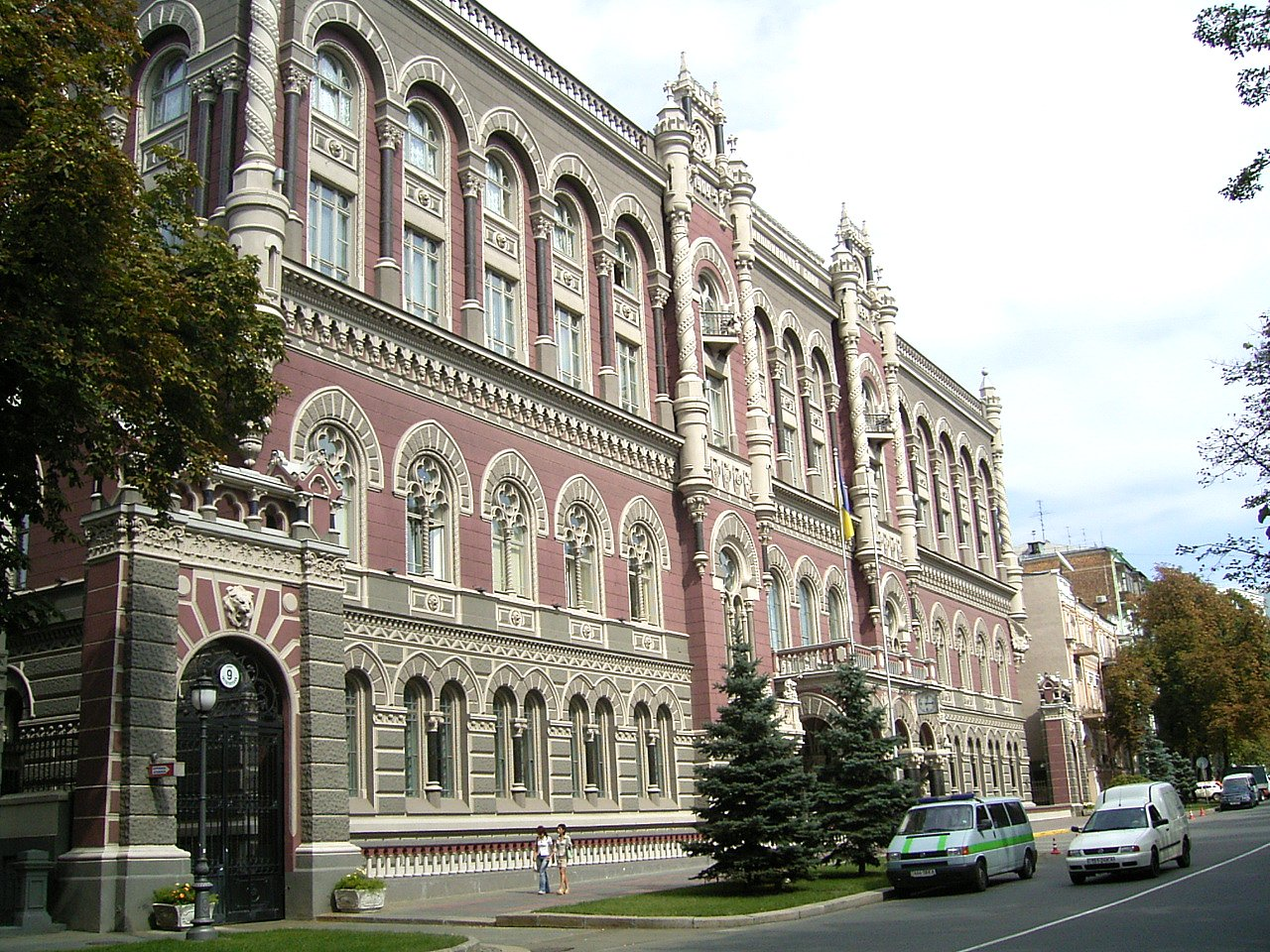
Будівля Національного банку України

- Художник — Дем'яненко Володимир.
- Скульптор — Дем'яненко Володимир.

## Вартість монети
Ціну монети — 15 гривень встановив Національний банк України у період реалізації монети через його філії у 2012 році.
Фактична приблизна вартість монети з роками змінювалася так:
| Рік        | 2013 | 2014 | 2015 | 2016 | 2017 | 2018 | 2019 | 2020 | 2021 | 2022 | 2023 | 2024 | 2025 |
| ---------- | ---- | ---- | ---- | ---- | ---- | ---- | ---- | ---- | ---- | ---- | ---- | ---- | ---- |
| Ціна, грн. | 26   | 30   | 45   | 58   | 75   | 80   | 85   | 90   | 105  | 130  | 220  | 440  | 430  |